# Uzovský Šalgov
Uzovský Šalgov es un municipio del distrito de Sabinov en la región de Prešov, Eslovaquia, con una población estimada a final del año 2024 de 669 habitantes.
Se encuentra ubicado en el centro-oeste de la región, en el valle del río Torysa (cuenca hidrográfica del río Tisza).

## Demografía
| Año        | 1994 | 2004    | 2014    | 2024     |
| ---------- | ---- | ------- | ------- | -------- |
| Población  | 577  | 570     | 602     | 669      |
| Diferencia |      | −1,21 % | +5,61 % | +11,12 % |

| Año        | 2023 | 2024    |
| ---------- | ---- | ------- |
| Población  | 656  | 669     |
| Diferencia |      | +1,98 % |